# Bechara Abou Rejaile
Bechara Abou Rejaile (ur. w 1922) – libański zapaśnik walczący w stylu wolnym. Olimpijczyk z Londynu 1948, gdzie zajął siedemnaste miejsce w kategorii do 67 kg. (Wycofał się podczas pierwszej walki)

## Letnie Igrzyska Olimpijskie 1948
| Konkurencja      | Rundy eliminacyjne     | Klas. końcowa |
| Konkurencja      | Przeciwnik I           | Miejsce       |
| ---------------- | ---------------------- | ------------- |
| 67 kg styl wolny | Kim Seog-yeong (KOR) P | 17.           |